# Giuditta con la testa di Oloferne (Elisabetta Sirani)
Giuditta con la testa di Oloferne è un dipinto di Elisabetta Sirani, realizzato nel 1658 e oggi esposto al Walters Art Museum di Baltimora, nel Maryland.

## Storia
Per realizzare il dipinto, l'autrice Elisabetta Sirani si ispirò allo stile di un altro pittore a lei contemporaneo, nonché bolognese come lei: Guido Reni, ammirato per le sue figure femminili molto idealizzate, come nel caso della sua Maddalena penitente (1601).
In questo quadro emerge, come in molte altre sue opere (come Timoclea o Porzia), la passione della pittrice di rappresentare sempre donne molto forti e protagoniste assolute degli episodi che le raccontano: Elisabetta Sirani ha tratto questo particolare atto da un'altra famosissima artista del 1600, ossia Artemisia Gentileschi.

## Descrizione
Questo dipinto raffigura un personaggio femminile tra i più famosi della Bibbia, nonché tra i più rappresentati nell'arte: Giuditta, subito dopo aver compiuto la vicenda per cui è maggiormente conosciuta, ossia la decapitazione di Oloferne. Infatti la giovane tiene per i capelli la testa esangue e pesante dell'uomo, con gli occhi chiusi e un'espressione addolorata, accompagnata da rughe che suggeriscono una forte emozione di spavento e\o stupore precedente: Giuditta al contrario ha in volto un'espressione molto distesa e rilassata, ma scosta fortemente lo sguardo come per ribrezzo nei confronti del peso morto, nonostante sia stata lei l'artefice dell'omicidio.
La giovane donna, il centro dell'intera scena poiché quasi brillante da luce propria, è vestita con un colorato abito decorato con balze arricciate e visibilmente leggero; in contrapposizione a lei, la terza figura del quadro, la serva, anch'essa molto spesso rappresentata accanto a Giuditta nell'atto di aiutarla a distruggere Oloferne, è avvolta dall'oscurità, come se si volesse nascondere da occhi indiscreti che le potrebbero scoprire. 
Nell'angolo in basso a destra, per ricordare allo spettatore la scena della morte di Oloferne (invece rappresentata, per esempio, da Artemisia Gentileschi nel suo Giuditta che decapita Oloferne e dal Maestro Caravaggio nella sua celebre versione), l'autrice ha aggiunto il pugnale utilizzato da Giuditta, avvolto in un panno bianco per pulirlo dalle tracce del sangue del generale assiro. 
Lo sfondo è coperto da una tenda nera che ricorda molto gli sfondi completamente neri di Caravaggio, anche lui attivo nel Seicento.